# Roel Bloemen
Roel Bloemen (Grave, 1974) is een cabaretier en acteur uit Nederland. Hij studeerde in 2002 af aan de Koningstheateracademie in 's-Hertogenbosch. Daar leerde hij Leo Alkemade kennen, met wie hij het cabaretduo 'Alkemade & Bloemen' vormde. In 2000 wonnen ze de jury- en publieksprijs op het Groninger Studenten Cabaret Festival. Zij maakten zes theaterprogramma's: ‘k Stoppermee, Sudomotorisch, HybrisHydrolisch, 13-0-ZEVEN, Wij willen ook naar huis en Je moet niet alles geloven wat Gemma zegt. Zowel Bloemen als Alkemade schrijft voor het radioprogramma Spijkers met koppen.
Als acteur speelde Roel in de film Floris in 2004. Hij speelde ook 'John de Mol' in het satirische televisieprogramma Koppensnellers. In datzelfde programma zat hij twee seizoenen samen met Leo Alkemade in het wekelijkse panel.
Hij speelde in reclames voor Liga, Ikea, ABN AMRO, en was vanaf 2011 te zien als een van de vaste Amstelmannen in de Amstel commercials. In 2011 speelde Roel als gastacteur in de televisieseries Toren C.
Als tekstschrijver schreef hij in 2011 voor de televisieprogramma's Comedy Live en Vrijdag op Maandag. Verder schreef voor het televisieprogramma Kanniewaarzijn. Vanaf eind 2012 was hij ook het vaste gezicht in de 'viswinkelsketches' van VARA's Kassa. Verder schrijft hij ook voor onder andere de kinderprogramma's Het Klokhuis, Infantilio en Foute Vriendinnen.
Voor Plien en Bianca schreef hij het theaterprogramma Gaat het nog door? En voor Remko Vrijdag en Martine Sandifort schreef hij het theaterprogramma Vrijdag VS Sandifort. In 2018 hielp hij Kees Prins bij het schrijven van de theaterkomedie Een man Een man, die Kees Prins samen met Pierre Bokma speelde.

## Cabaretprogramma's

### Alkemade en Bloemen
- 2000: ‘k Stoppermee (Groninger Studenten Cabaret Festival)
- 2001: Sudomotorisch
- 2004-2006: Hybrishydrolisch
- 2006-2007: 13-0-ZEVEN
- 2008-2010: Wij willen ook naar huis
- 2010-2011: Je moet niet alles geloven wat Gemma zegt